# Trochosa bannaensis
Trochosa bannaensis este o specie de păianjeni din genul Trochosa, familia Lycosidae, descrisă de Yin și Chen, 1995. Conform Catalogue of Life specia Trochosa bannaensis nu are subspecii cunoscute.